# Birth (anime)
Birth (バース, Bāsu), también conocida en Occidente como Planet Busters o El Mundo del Talismán, es una OVA de 1984 lanzada para VHS originalmente, y luego DVD en Norteamérica. Su versión japonesa en DVD se lanzó el 25 de marzo de 2005.

## Argumento
La historia se sitúa en un planeta futurista lejano, donde cuatro mercenarios se unen para tratar de desbloquear el poder del arma definitiva que puede o bien salvar a la humanidad, o destruirla. Se toparán y lucharán contra toda especie o máquina extraña que se cruce su camino a través de todo el planeta con tal de lograr su objetivo.

## Resumen[2]
Aqualoid era un planeta próspero, pero el ataque de una misteriosa fuerza de vida llamados los inorgánicos lo transforma en un caparzón posapocalíptico de su antiguo yo. Cuando Nam encuentra una espada misteriosa, de repente es objeto de una persecución por todo el planeta. Con los inorgánicos acercándose, descubrirán Nam y sus amigos el secreto de la espada y salvarán su mundo? O destruirán Aqualoid a favor de un nuevo nacimiento?